# Аграрная партия России
Всеросси́йская полити́ческая па́ртия «Агра́рная па́ртия Росси́и» (АПР) — левая политическая партия в России, существовавшая в 1993—2008 годах и центристская (2012—2019), выступавшая в поддержку развития сельского хозяйства и агропромышленного комплекса. После партийного переворота и смены политических ориентиров, одноимённая партия находилась в упадке. В октябре 2019 года ликвидирована по судебному решению в связи с недостаточным участием в выборах в течение семи лет подряд.

## История (1993—2008)

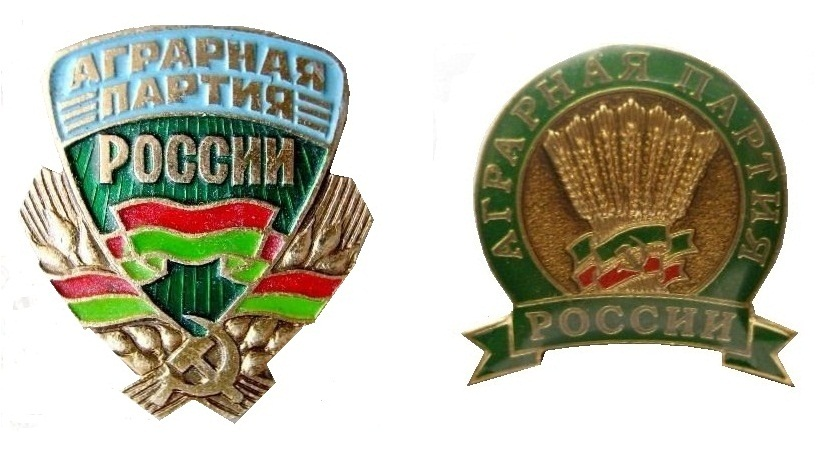
Партийные значки АПР (1993—2009)

26 февраля 1993 года состоялся учредительный съезд «Аграрной партии России» (АПР), учредителями выступили председатель «Аграрный союз России», бывший член ГКЧП — Василий Стародубцев, руководитель парламентской фракции «Аграрный союз» на Съезде народных депутатов РФ Михаил Лапшин и председатель ЦК «Профсоюза работников агропромышленного комплекса России» — Александр Давыдов. Председателем партии был избран Михаил Лапшин.
В работе съезда участвовало 219 делегатов от 46 регионов. На съезде были избраны Центральный совет партии, в который вошли 52 представителя региональных организаций (ещё около 50 мест было зарезервировано за новыми организациями) и правление из 22 человек. Председателем партии был избран народный депутат РФ Михаил Иванович Лапшин, являвшийся тогда одновременно сопредседателем Социалистической партии трудящихся (СПТ) и за несколько дней до этого избранный также в руководство восстановленной Коммунистической партии Российской Федерации (КПРФ). После избрания руководителем АПР М. Лапшин вышел из СПТ и КПРФ. Заместителями председателя АПР стали народный депутат от Новосибирской области Николай Харитонов (председатель правления АО «Галинское»), Анатолий Воронцов, Василий Крылов, Анатолий Бирюков и Александр Михайлов. Устав АПР был зарегистрирован Министерством юстиции Российской Федерации 9 апреля 1993 года (Регистрационный № 1647).
Несмотря на левую идеологию, сама АПР придерживалась умеренно оппозиционных взглядов и в целом часто поддерживала предложения Правительства РФ.

## Выборы (1993—2007)
12 декабря 1993 года, на выборах в Государственную думу РФ (1-го созыва) партия получила 7,99 % голосов получив по партийному списку 21 мандат и 16 мандатов по одномандатным округам, создав в думе одноимённую фракцию. Политического успеха партия добилась, занимая левую позицию аграрного социализма. В частности, партия выступала против принятия нового аграрного законодательства, свободной купли-продажи земли, за сохранение монопольного положения колхозов и совхозов, ратовала за государственную поддержку сельского хозяйства и повышение размера государственных дотаций на его развитие.
Представитель фракции Иван Рыбкин при поддержке союзной аграриям Фракции КПРФ был избран Председателем Государственной думы.
17 декабря 1995 года на выборах в Государственную думу РФ (2-го созыва) партия получила 3,78 % голосов и не преодолела пятипроцентный (5 %) барьер. Сам Михаил Лапшин, баллотировавшийся по партийному списку, в Думу тоже не прошёл, а «Аграрную группу», созданную при содействии КПРФ, возглавил руководитель новосибирского отделения АПР Николай Харитонов. Он остался во главе фракции и после того, как Михаилу Лапшину удалось попасть в Думу на довыборах по Горно-Алтайскому одномандатному округу 31 мая 1998 года.
19 декабря 1999 года на выборах в Государственную думу РФ (3-го созыва) самостоятельно не выдвигалась, войдя в состав соучредителей избирательного блока Отечество — Вся Россия, другая часть партии в лице «Агарной группы» под руководством Николая Харитонова участвовала в партийных списках КПРФ.
7 декабря 2003 года на выборах в Государственную думу РФ (4-го созыва) партия получила 3,64 % голосов, не преодолев пятипроцентный (5 %) барьер, проведя только по одномандатным округам 2 своих депутатов. Тем не менее партия получила право на государственное финансирование, которое составило в 2007 году 23 % доходов АПР.
2 декабря 2007 года на выборах в Государственную думу РФ (5-го созыва) партия получила 2,32 % голосов, став лучшим из списков, не преодолевших пятипроцентный (5 %) барьер. Этот результат не гарантировал партии государственное финансирование. Выборы по одномандатным округам в том году не проводились.
| Дата            | Созыв   | Результат                   | Мандатов | Партийный список                                     | Одномандатный округ |
| --------------- | ------- | --------------------------- | -------- | ---------------------------------------------------- | ------------------- |
| 12 декабря 1993 | 1 созыв | 7,99 % (4 292 518 голосов)  | 37       | 21                                                   | 16                  |
| 17 декабря 1995 | 2 созыв | 3, 78 % (2 613 127 голосов) | 20       | 0 (получила квоту на госфинасирование преодолев 3 %) | 20                  |
| 19 декабря 1999 | 3 созыв | участие в блоках            | 11       | ОВР и КПРФ                                           | —                   |
| 7 декабря 2003  | 4 созыв | 3,64 % (2 205 704 голосов)  | 2        | 0 (получила квоту на госфинасирование преодолев 3 %) | 2                   |
| 2 декабря 2007  | 5 созыв | 2,30 % (1 600 234 голосов)  | 0        | 0                                                    | отмена округов      |

### Раскол
27 августа 1999 года на внеочередном VIII съезде АПР, было принято решение войти в блок «Отечество-Вся Россия» (ОВР), сторонники Николая Харитонова в знак протеста покинули съезд и вошли в КПРФ, на базе которой была учреждена Агропромышленная депутатская группа. На выборах в Госдуму РФ 1999 года АПР по спискам получила 9 депутатских мандатов от блока ОВР, 5 от КПРФ и 2 по одномандатным округам. 14 марта 2000 года руководство АПР встретилось в Кремле с и. о. президента РФ Владимиром Путиным основным, по мнению руководства АПР, кандидатом на пост Президента РФ и поддержало его кандидатуру на выборах 26 марта 2000 г, сторонники Николая Харитонова выступили против и были исключены из партии, но на съезде в марте 2001 были снова восстановлены, но уже в мае 2003 на пленуме были исключены вновь.

## Лоббирование интересов аграриев (до 2003 года)
Аграрное лобби в России появилось в Государственной думе России, проведя на выборах 1993 года 55 депутатов, причем председателем Государственной думы стал аграрий Иван Рыбкин. На выборах 1995 года Аграрная партия России потерпела поражение по партийным спискам, но провела 20 одномандатников, в результате чего аграрное лобби было представлено Аграрной депутатской группой, которую поддерживала КПРФ и в которую вошли депутаты-коммунисты. По итогам выборов в Государственной думе в 2000 году была зарегистрирована Агропромышленная депутатская группа из 36 депутатов во главе с Николаем Харитоновым, причем в неё вновь вошел Михаил Лапшин. Группа вскоре распалась: на прокоммунистическую фракцию Николая Харитонова и сторонников «Отечества — Вся Россия». Аграрное лобби включало также три крупные аграрные общественные организации — Агропромышленный союз России, Ассоциации отраслевых союзов АПК и Российское аграрное движение. Аграрная партия России получала финансирование сначала от «Альфа-групп» Михаила Фридмана, затем от Алексея Чепы.
Депутаты-аграрии в 1996—2003 годах продвигали в Государственной думе увеличение дотаций аграриям, списание их долгов, а также увеличение суммы на лизинг. В 1993—2000 годах в России существовала практика выделения государственных кредитов аграриям вне зависимости от того вернули ли они кредиты прошлых лет. Наиболее успешным лоббистским проектом аграрного лобби П. А. Толстых назвал законопроект 1998 года «О паритете цен на сельскохозяйственную и промышленную продукцию, используемую в сельском хозяйстве и компенсации потерь в связи с его нарушениями». Этот законопроект предусматривал:
- Списание задолженности аграриев по платежам в федеральный бюджет и в государственные внебюджетные фонды, существовавшую на 1 января 1999 года;
- Списание задолженности аграриев по платежам за энергоносители на 1 июля 1999 года;
- Введение для аграриев 50 % скидки на энергоносители;
- Банк России должен был выдать аграриям кредиты в сумме 12 млрд руб. сроком на 5 лет, под одну четвертую ставки рефинансирования. При этом аграрии получали отсрочку по платежам по этим кредитам на 2 года.

Законопроект явно ущемлял интересы нефтепромышленников, Газпрома и РАО «ЕЭС», которым приходилось поставлять аграриям дешевые энергоносители, при этом компенсации убытков из федерального бюджета в 1999 году не предусматривалось. Несмотря на возражения законопроект был принят Государственной думой и утвержден Советом Федерации в 1999 году. Однако Борис Ельцин наложил вето на законопроект, причем новый президент Владимир Путин также отклонил законопроект и вернул его в Государственную думу, где он был снят с рассмотрения в 2002 году. Таким образом аграрное лобби потерпело поражение.

## Переворот и смена политических ориентиров
28 апреля 2004 года на XII съезде партии, проходивший в пос. Московский, Московской области, с подачи председателя госдумы РФ Бориса Грызлова был избран новый председатель Владимир Плотников, после его прихода партия начинает открыто сотрудничать с «Единой Россией» и отказывается от курса аграрного социализма, взяв курс на центризм.
15 апреля 2007 года в Москве на площади Революции состоялся митинг из 500 членов партийных отделений Московской, Владимирской, Воронежской и Ивановской области, которые заявили о фальсификации прошедшего XIII съезда АПР и потребовали отставки председателя партии Владимира Плотникова, но резолюция высшим руководством партии не была принята.
Перед Выборами в Госдуму РФ 2007 года партию покинул лидер новосибирского регионального отделения партии Николай Харитонов.
В декабре 2007 года руководство АПР совместно с «Единой Россией» и «Справедливой Россией» поддержали кандидатуру Дмитрия Медведева на должность Президента РФ на встрече с Владимиром Путиным.

## Роспуск и ликвидация
12 сентября 2008 года руководство Аграрной партии России объявило о роспуске партии, призвав своих членов и сторонников войти в состав партии «Единая Россия», окончательное утверждение которого прошло на съезде Единой России 20 ноября 2008. 21 января 2009 года в ЕГРЮЛ внесена запись о прекращении деятельности Политической партии «Аграрная партия России».
В 2012 году состоялись два альтернативных учредительных съездов с общим названием «Аграрная партия России».
13 мая 2012 противники консолидации с Единой Россией провели учредительный съезд оргкомитета «Аграрной партии России», на котором председателем был избран бывший депутат ГД 1-го созыва, кандидат экономических наук, бывший председатель Московского отделения АПР Василий Крылов.
18 мая 2012 состоялся альтернативный учредительный съезд «Аграрной партии России», сторонников консолидации с «Единой Россией», на котором председателем партии была избрана вице-президент «Ассоциации крестьянских (фермерских) хозяйств и сельскохозяйственных кооперативов России» (АККОР) Ольга Башмачникова, президентом которой является бывший лидер партии АПР (2004—2009), а ныне член бюро высшего совета партии «Единой России» Владимир Плотников.
Съезд подтвердил отказ от прежней левой идеологии аграрного социализма, выбрав центризм, сменив прошлый девиз: «Мир и хлеб — каждому дому» на новый «Сильные аграрии — Мощная держава». Новыми союзниками партии стали «Общероссийский народный фронт» и «Российская экологическая партия Зелёные».
6 июня 2012 года Минюст не признал легитимность оргкомитета под председательством Василия Крылова и зарегистрировал «Аграрную партию России» под председательством Ольги Башмачниковой.
В 2013 году, в единый день голосования, партия без сбора подписей участвовала в региональных выборах, однако не прошла ни в один парламент. На Выборах губернатора Забайкальского края от партии участвовал Анатолий Вершинин, который занял третье место с результатом в 9,74 %.
В 2014 году, с принятием Федерального закона от 05.05.2014 № 95-ФЗ «О внесении изменений в Федеральный закон „Об основных гарантиях избирательных прав и права на участие в референдуме граждан Российской Федерации“» были внесены поправки, запретившие не представленным в региональных парламентах политическим партиям выдвижение кандидатов без сбора подписей. С этого года Аграрная партия Россия в выборах не участвовала, включая и выборы в Государственную думу 7-го созыва и президентские выборы.
21 октября 2019 года по результату плановой проверки на основании пункта 2 статьи 37 и подпункта «в» пункта 3, пункта 4 статьи 41 Закона «О политических партиях» по иску Министерства юстиции, Верховный суд РФ ликвидировал партию за недостаточное участие партии в течение 7 лет. В начале 2020 года к возрождению аграрной партии проявляла интерес Елена Скрынник.

## Руководство
- см. также Члены Аграрной партии России

| Ф.И.О                           | Должность                | Период         |
| ------------------------------- | ------------------------ | -------------- |
| Лапшин Михаил Иванович          | Председатель             | 1993 — 2004 г. |
| Гордеев Алексей Васильевич      | Заместитель Председателя | 1999 г.        |
| Плотников Владимир Николаевич   | Председатель             | 2004 — 2009 г. |
| Башмачникова Ольга Владимировна | Председатель             | 2012 — 2019 г. |

## Союзники
- 1993—1999 год КПРФ, так как председатель АПР Михаил Лапшин — член президиума ЦК КПРФ
- 1999—2001 год Отечество-Вся Россия (ОВР)
- 2004—2009 год Единая Россия, председатель Владимир Плотников.
- 2013—2019 год Общероссийский народный фронт и Российская экологическая партия «Зелёные»